# Боркен (Північний Рейн-Вестфалія)
Боркен (нім. Borken) — місто в Німеччині, знаходиться в землі Північний Рейн-Вестфалія. Підпорядковується адміністративному округу Мюнстер. Центр однойменного району.
Площа — 152,6 км2. Населення становить 42 650 ос. (станом на 31 грудня 2020).

## Географії

### Сусідні міста та громади
Боркен межує з 5 містами / громадами:
- Ресфельд
- Гайден
- Зюдлон
- Реде
- Фелен

## Галерея

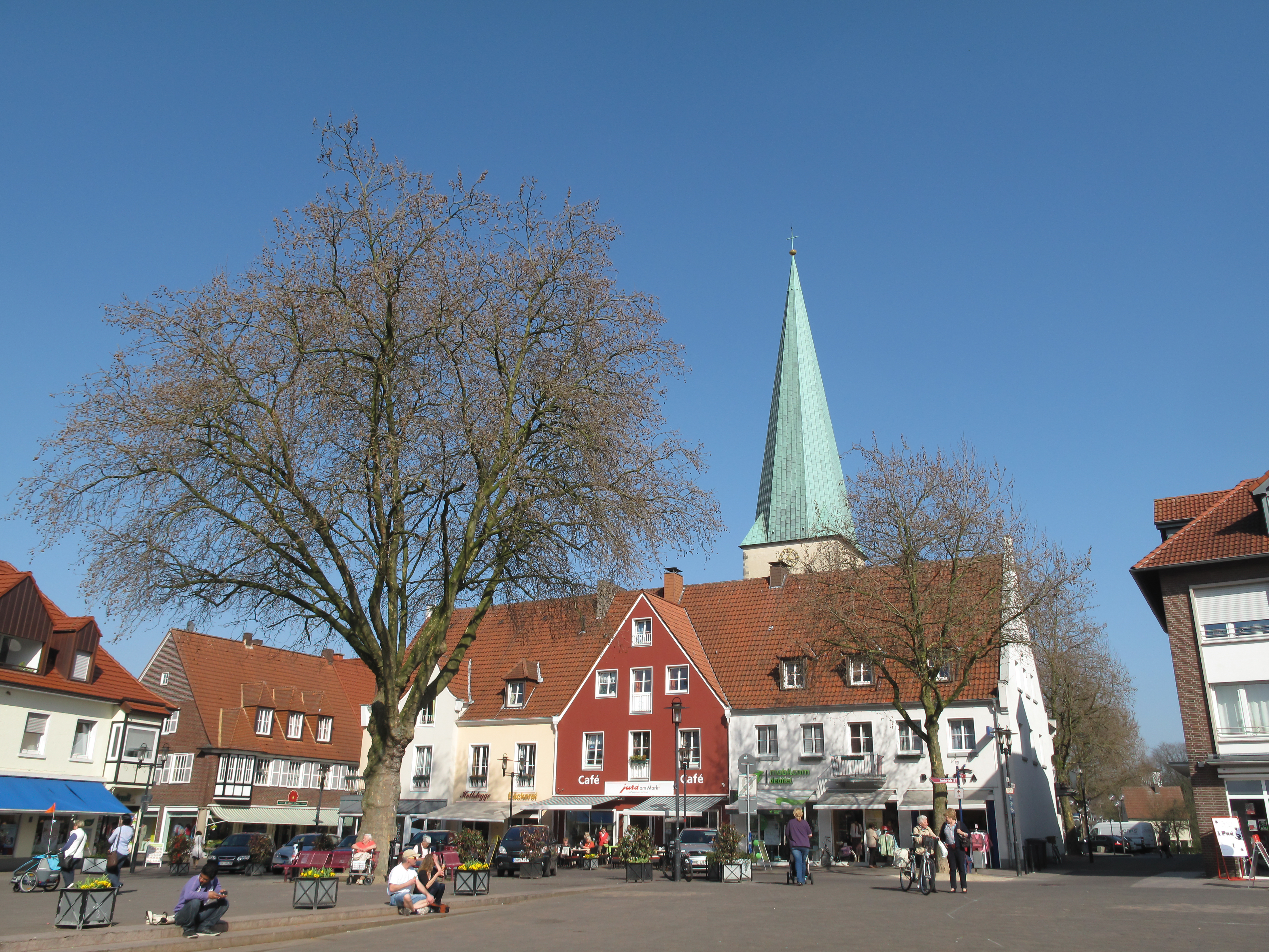
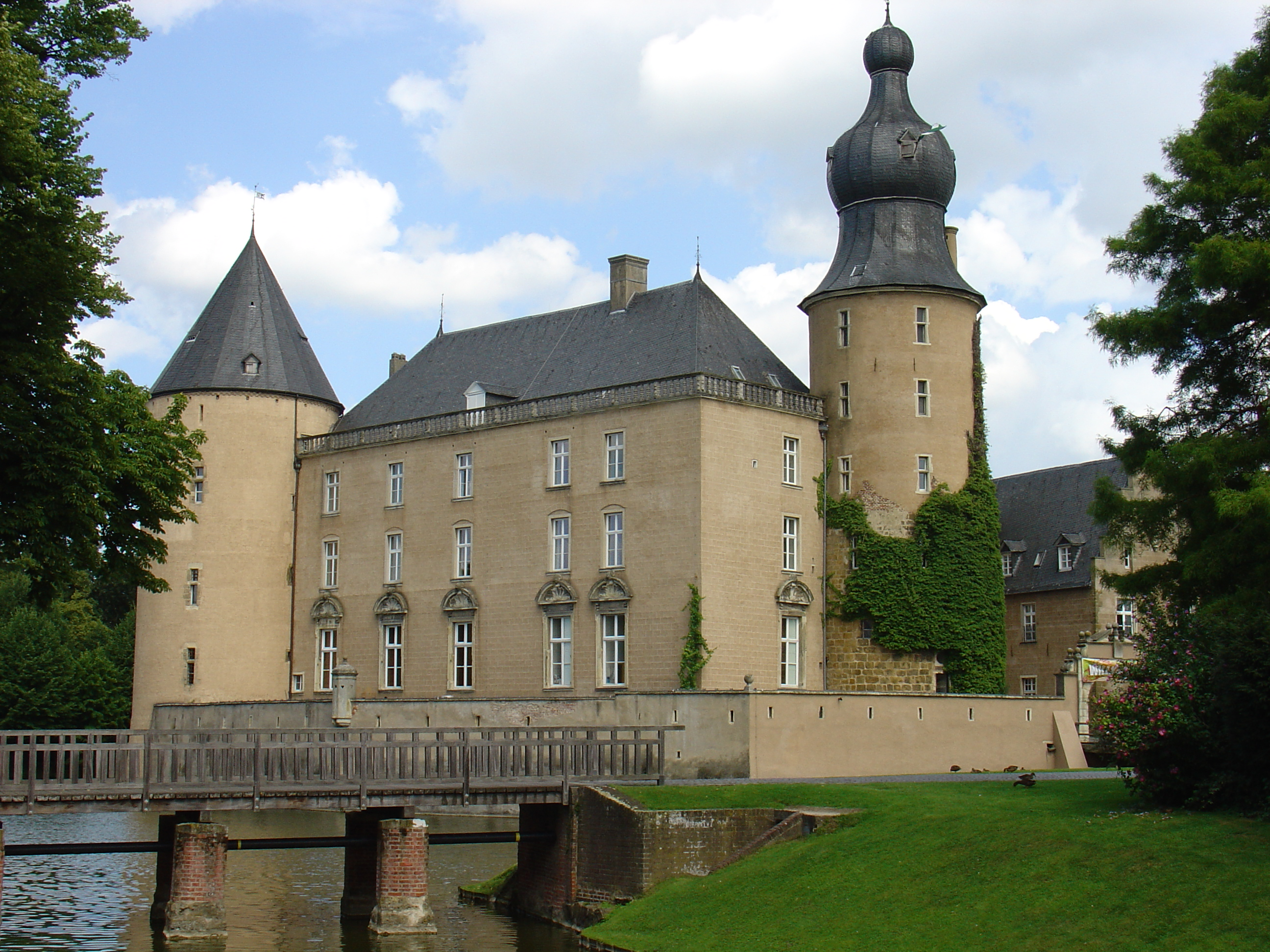
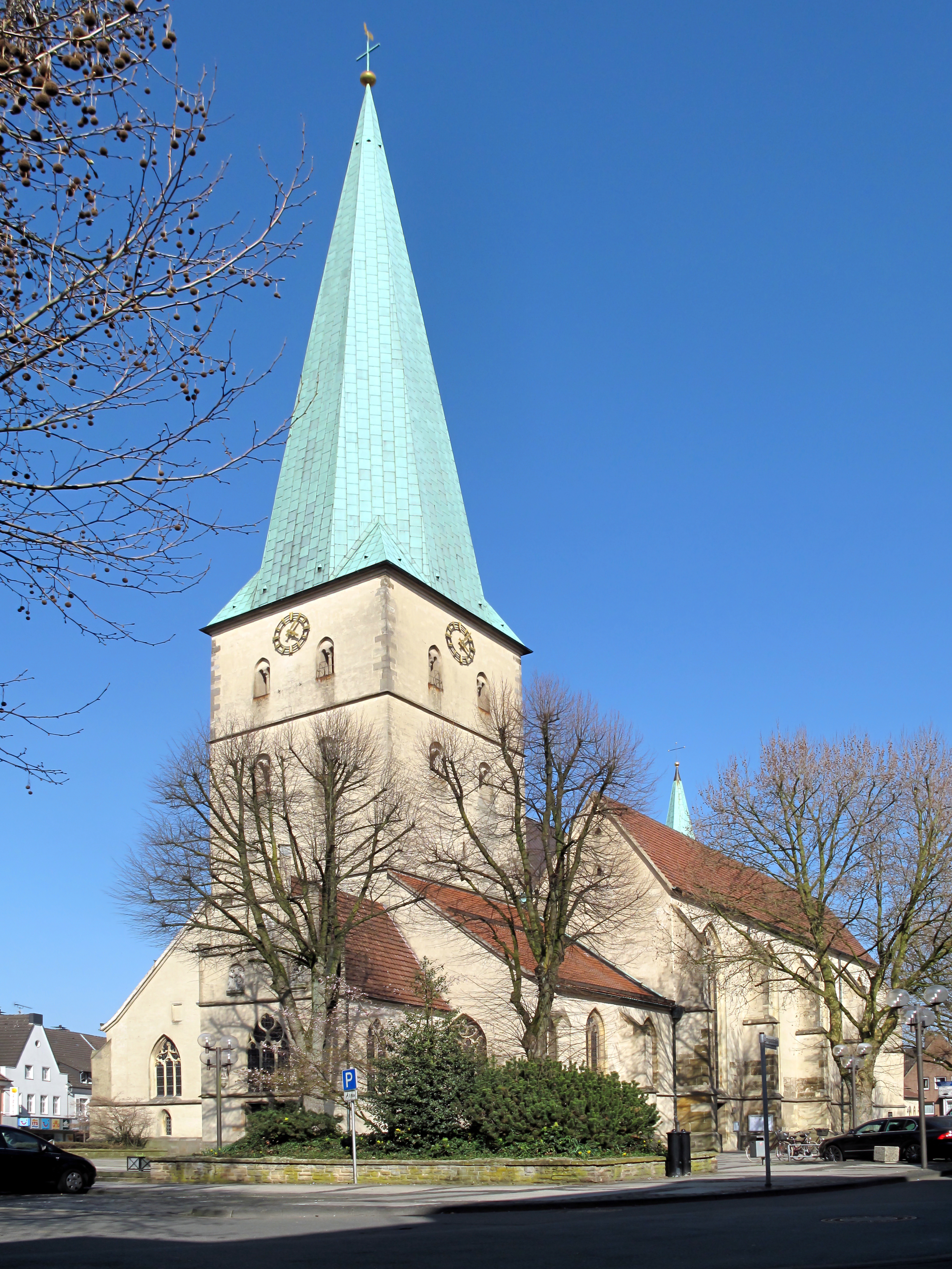
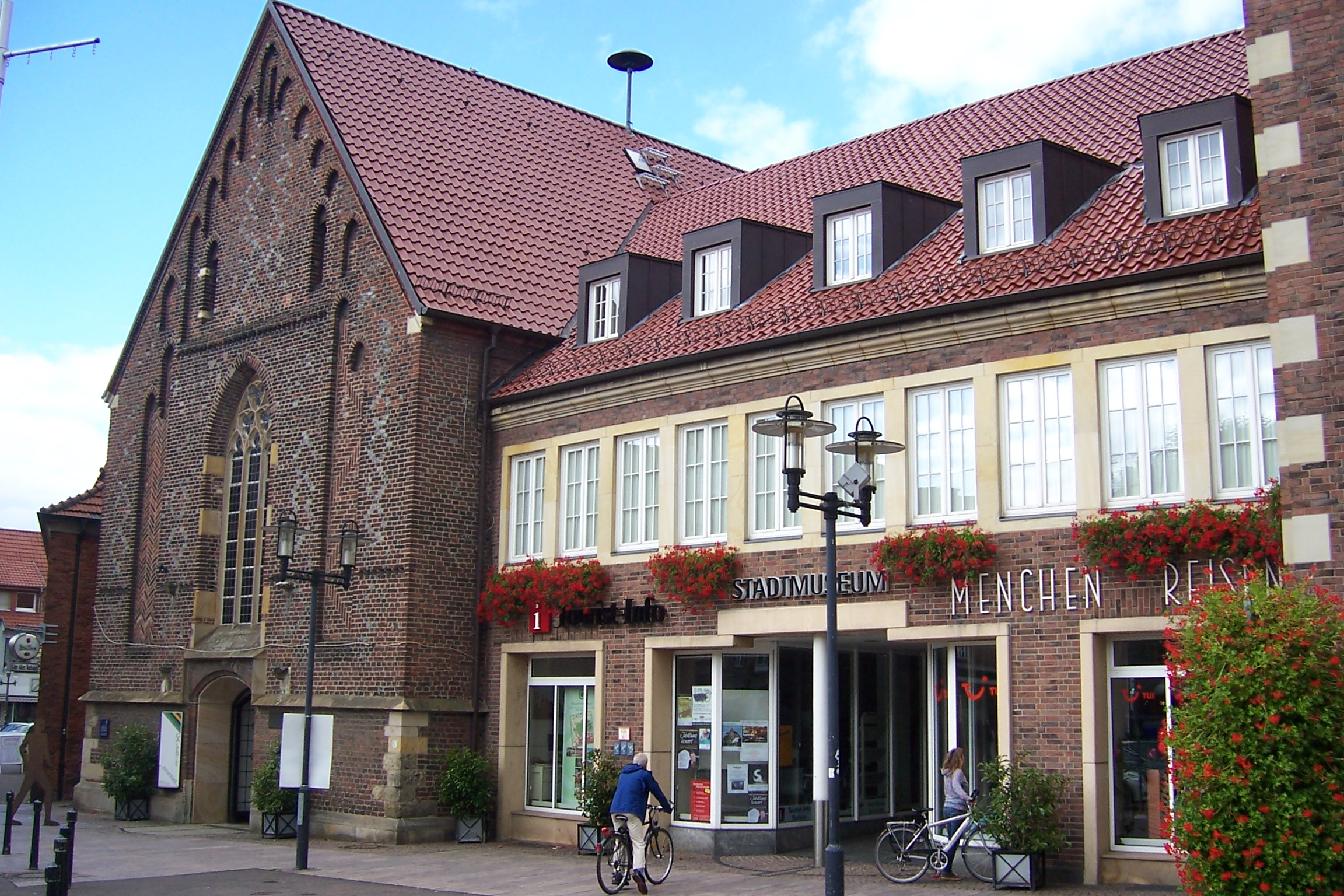
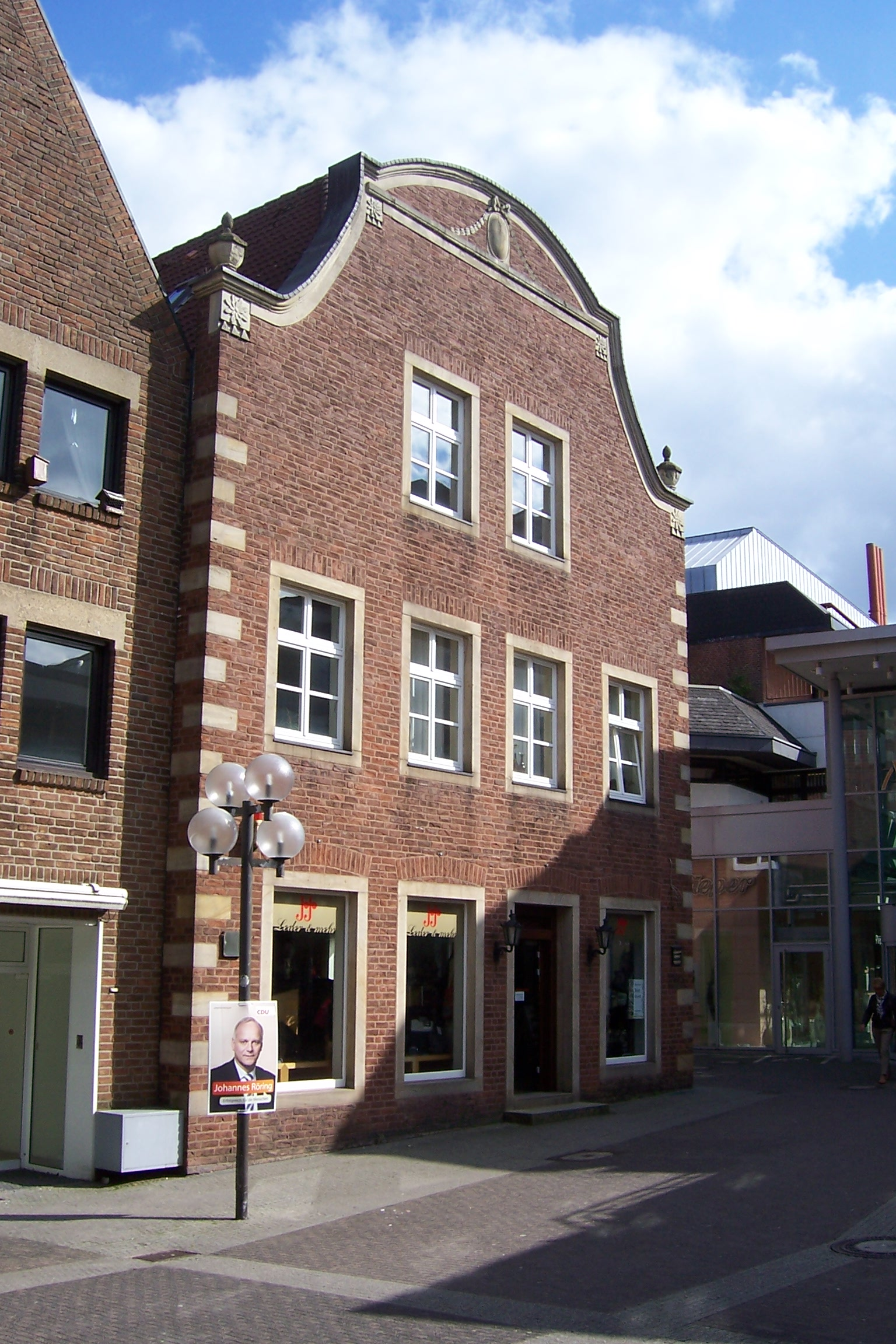
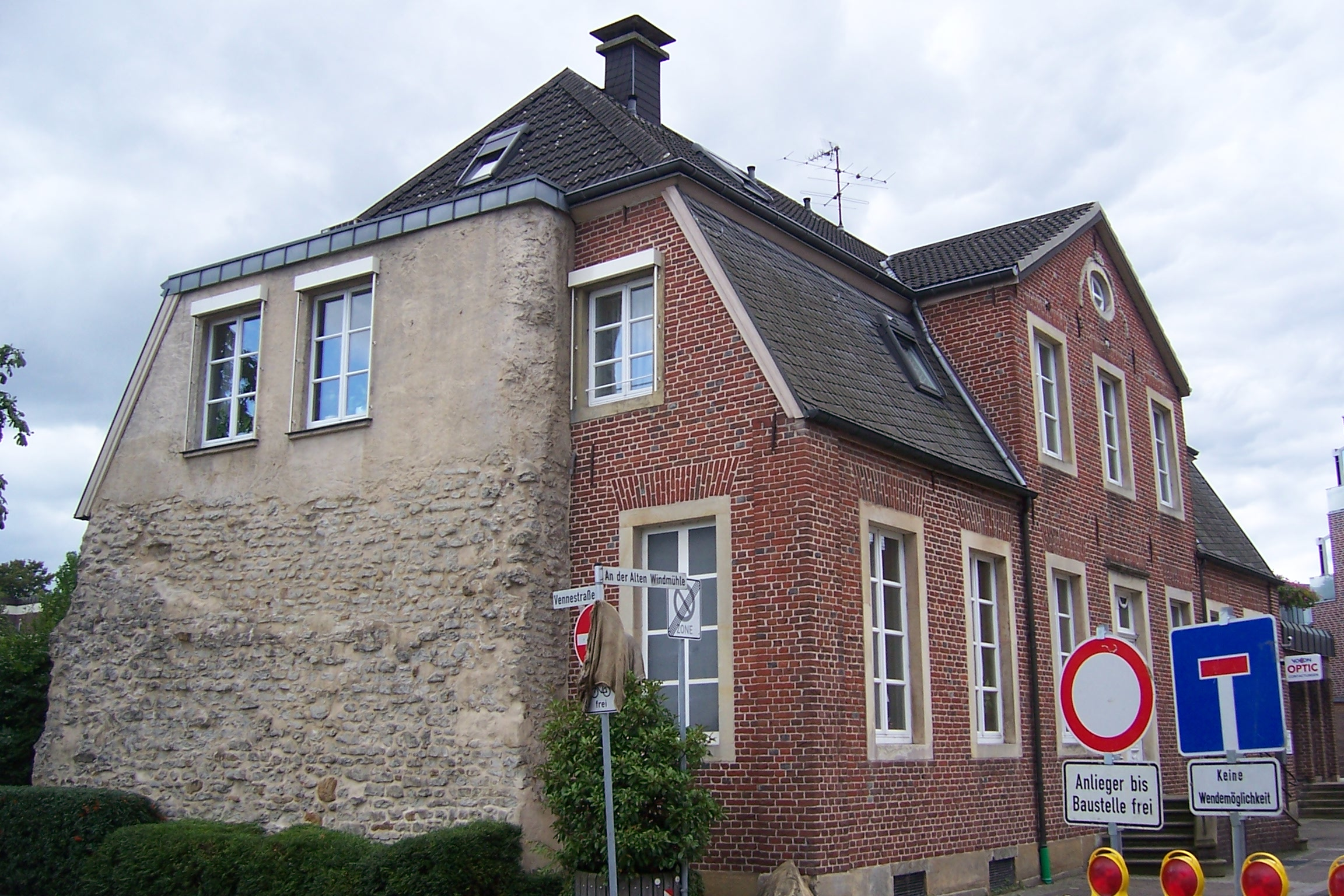

### Адміністративний поділ
Місто  складається з 12 районів:
- Боркен
- Боркенвірте/Бурло
- Гемен
- Грютлон
- Геменвірте
- Геменкрюклінг
- Гоксфельд
- Гофезат
- Марбек
- Редебрюгге
- Везеке
- Вестенборкен